# Multipremier
Multipremier (conocido como MP) es un canal de televisión por suscripción latinoamericano de origen mexicano con sede en la Ciudad de México. Es propiedad de MVS Televisión y tiene cobertura en toda América Latina.

## Historia
Multipremier comenzó sus transmisiones en México el 1 de octubre de 1992, como una señal exclusiva dentro de la plataforma de MVS Multivisión (ahora MASTV) en donde este servicio tenía un canal repetidor de 2 horas de retraso llamado "Multipremier 2", pero el 1 de noviembre de 1996 se expande por toda Latinoamérica por el sistema de televisión satelital DirecTV, a raíz de ello fue ingresado en cableoperadores gradualmente fuera de México. Siempre tuvo la temática en emitir películas del género romántico y el cine independiente.

### Logotipo
El canal surge en 1992, con el logotipo que representa la abreviación del nombre Multipremier como MP y en medio de ella una estrella inclinada y abajo el nombre del canal. 
Desde ese año no había cambiado el logo, simplemente se han hecho algunas modificaciones en cuanto al color. Entre ellos un óvalo encerrado de color rojo, y luego se simplificó a las letras en color verde o blanco sin nada alrededor.

## Programación
Se especializa en emitir películas realizadas en Hollywood y una amplia gama de películas del corte independiente, tanto de género romántico como comedia y drama; además de series y películas eróticas para adultos.

## Conflictos
En 2008, uno de los conflictos en México entre MVS Televisión con Televisa por el lanzamiento del sistema de televisión satelital Dish México en 2008, los sistemas SKY, Cablemás y Cablevisión (ahora Izzi Telecom) todos propiedad o con alianza a Televisa dejando como consecuencia a que retiraran el canal de sus parrillas de programación junto con 52MX, Cine Latino, MC y ZAZ, canales que también produce MVS. 
El 31 de julio de 2009, Multipremier abandonó sus transmisiones en DirecTV Latinoamérica junto con su canal hermano de programación juvenil ZAZ y no a Cine Latino debido a contratos de exclusividad con Telmex TV. 

### Actualidad
En la actualidad y debido a varios motivos, Multipremier está disponible en el sistema satélital Dish México y en algunas cableras de provincia.
Desde el 10 de septiembre de 2016, Multipremier fue agregado al sistema Megacable como un canal de reemplazo al igual que sus canales hermanos MC y Cine Latino, por los conflictos y el retiro de señales de Televisa Networks por parte de Megacable.